# Alairac
Alairac ist eine französische Gemeinde mit 1.389 Einwohnern (Stand 1. Januar 2022) im Département Aude in der Region Okzitanien (bis 2015 Languedoc-Roussillon); sie gehört zum Arrondissement Carcassonne und zum Gemeindeverband Carcassonne Agglo.

## Geografie
Die Gemeinde Alairac liegt zehn Kilometer südwestlich von Carcassonne an den nordöstlichen Ausläufern des Malepère-Massivs. Die Autoroute A61 (Toulouse-Narbonne) streift den Norden der Gemeinde.
Nachbargemeinden von Alairac sind Caux-et-Sauzens im Norden, Lavalette im Osten, Roullens im Südosten, Montclar im Süden, Villarzel-du-Razès und Montréal im Südwesten sowie Arzens im Westen.

## Bevölkerungsentwicklung
| Jahr      | 1962 | 1968 | 1975 | 1982 | 1990 | 1999 | 2011 | 2021 |
| Einwohner | 323  | 357  | 359  | 537  | 618  | 708  | 1296 | 1364 |

Im Jahr 2021 wurde mit 1364 Bewohnern die bisher höchste Einwohnerzahl ermittelt. Die Zahlen basieren auf den Daten von INSEE.

## Sehenswürdigkeiten
Das kreisrunde Ortsbild steht im Zusammenhang mit den mittelalterlichen Circulades des Languedoc.
- Kirche Saint-Germain, Monument historique[2]
- Croix de Catuffe, Monument historique[3]
- Croix de Saint Germain, Monument historique[4]

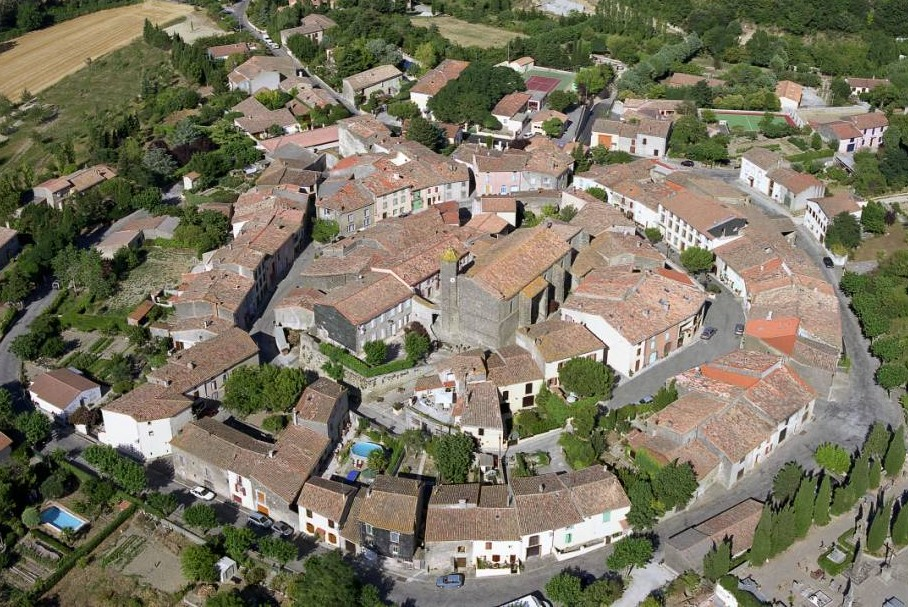
Kreisrundes Ortsbild
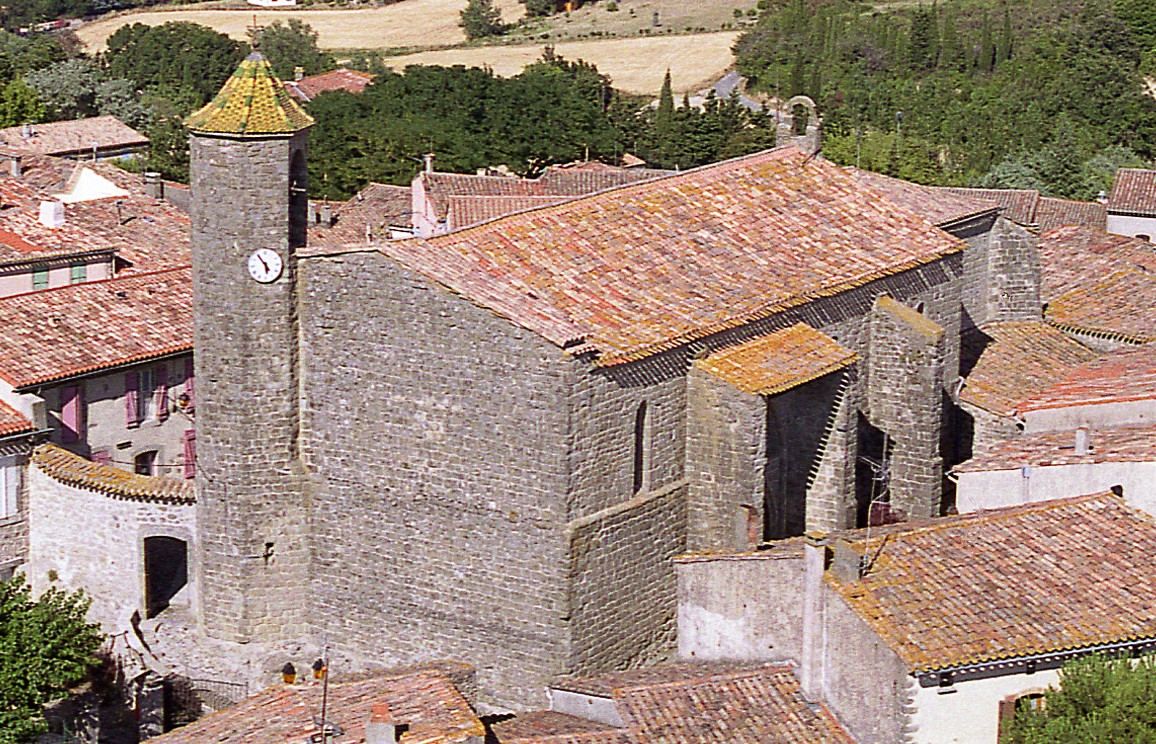
Kirche Saint-Germain
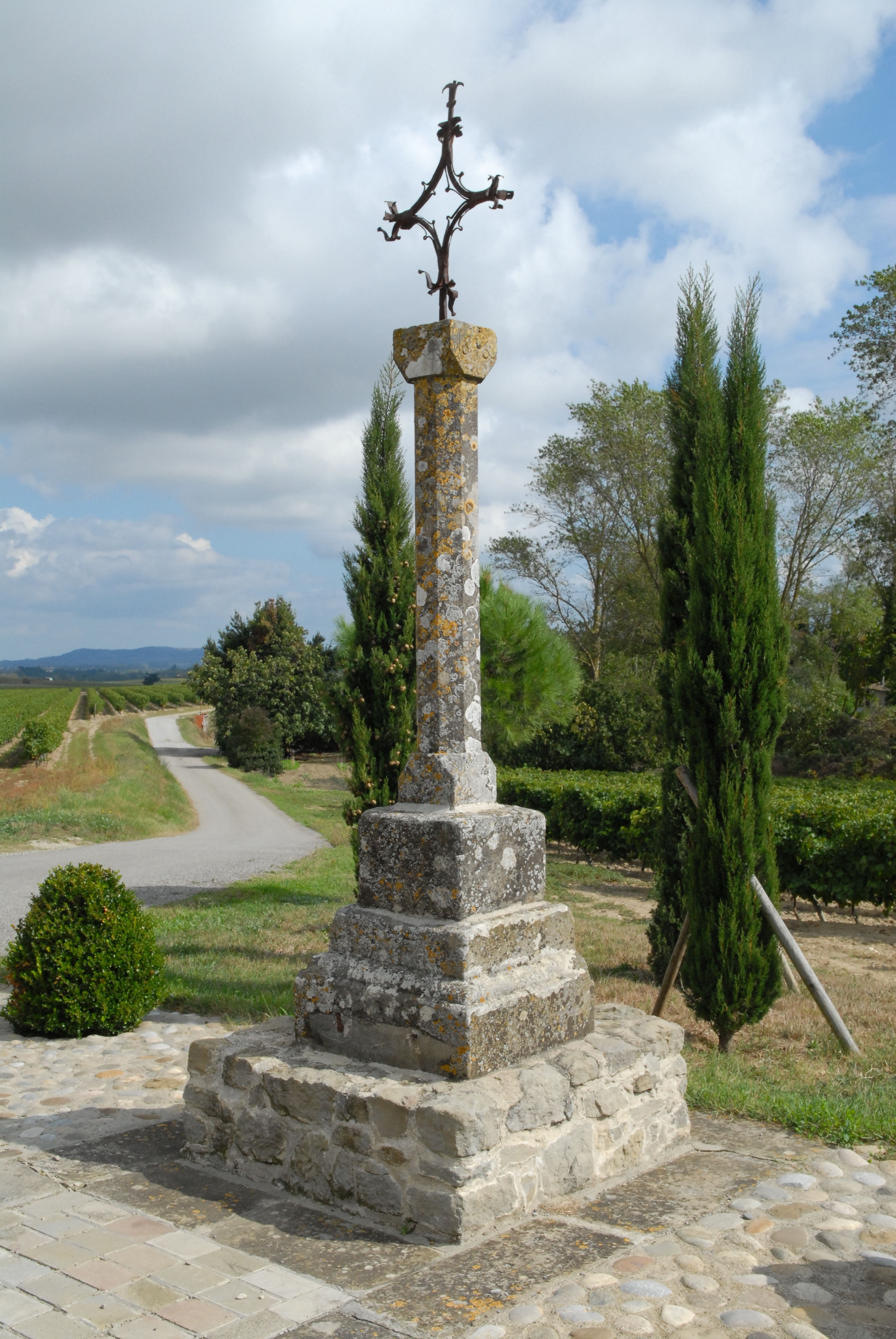
Croix de Catufe
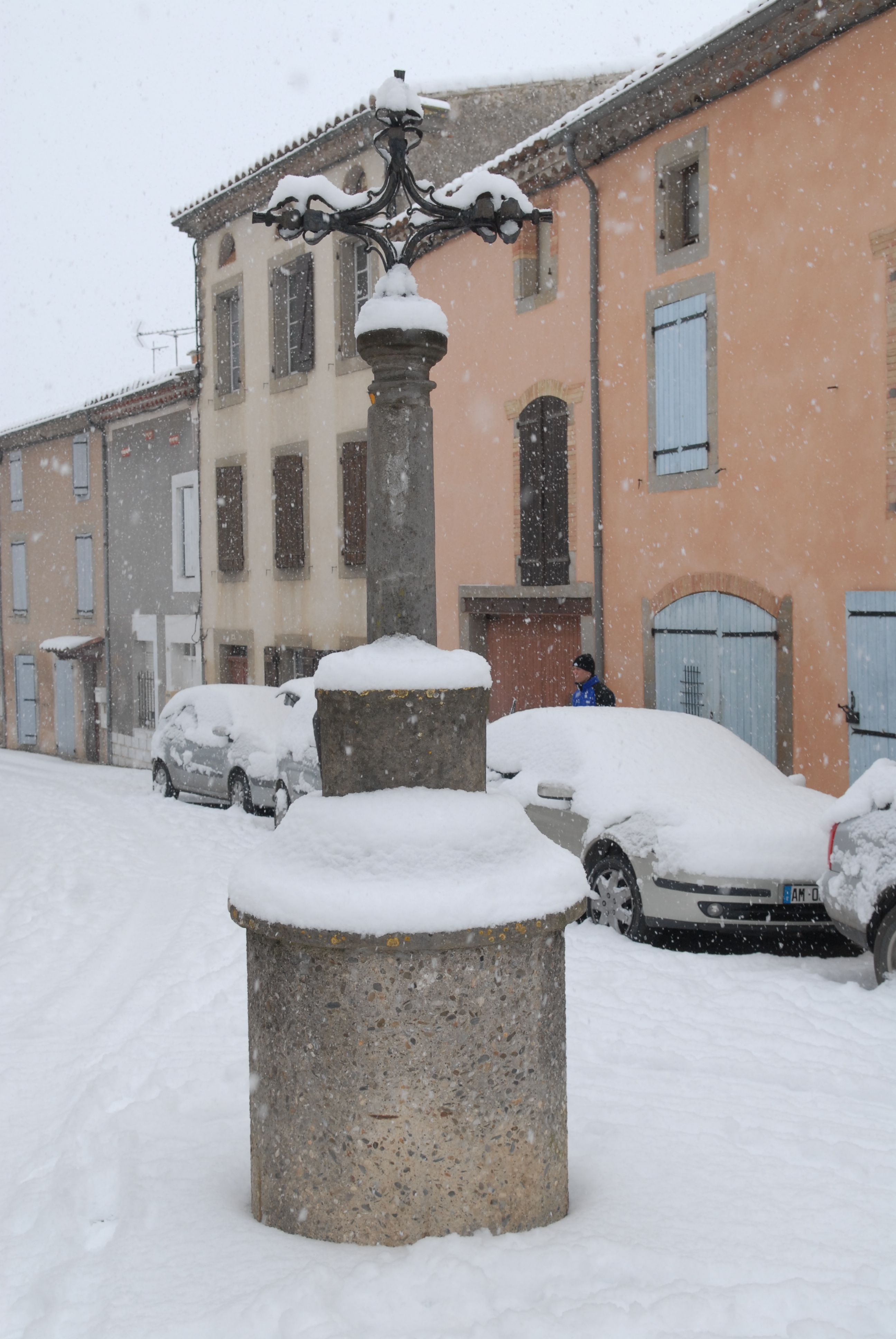
Croix de Saint Germain

## Wirtschaft
Das Gemeindegebiet ist vom Weinbau geprägt. Es ist Teil der Appellation Malepère. In der Gemeinde sind 36 Landwirtschaftsbetriebe ansässig (darunter 19 Winzer, Anbau von Getreide, Ölsaaten, Gemüse und Obst).
Durch das Gemeindegebiet von Alairac führt die Fernstraße D 18 von Carcassonne nach Val de Lambronne. Am Nordrand der Gemeinde verläuft die Autoroute A 61 von Toulouse nach Narbonne. Der 15 Kilometer von Alairac entfernte Bahnhof Carcassonne liegt an der Bahnstrecke Bordeaux–Sète.

## Belege
1. ↑  Alairac auf INSEE
2. ↑  Kirche Saint-Germain in der Base Mérimée des französischen Kulturministeriums (französisch)
3. ↑  Croix de Catuffe in der Base Mérimée des französischen Kulturministeriums (französisch)
4. ↑  Croix de Saint Germain in der Base Mérimée des französischen Kulturministeriums (französisch)
5. ↑  Landwirtschaftsbetriebe auf annuaire-mairie.fr (französisch)